# Полен, Александр
Жан Батист Александр Полен (18 июня 1796, Ризокур-Бюше — 2 ноября 1859, Париж) — французский журналист, редактор, книготорговец, соучредитель издания «L’Illustration».
Окончил имперский колледж в Васси, затем изучал право в Париже, затем поступил на военную службу. После падения Первой империи выступал в печати с либеральными статьями, за что 31 декабря 1821 года был арестован по обвинению в причастности к так называемому заговору Бельфора («conspiration de Belfort»), но 13 августа 1822 года был оправдан судом присяжных. С 1830 года участвовал в создании и работе либеральной газеты «National» Карреля, Тьера и Минье, где помещал всевозможные критические статьи; в 1843 году основал иллюстрированный еженедельный журнал «L'Illustration», ставший прототипом других подобных ему изданий. С 1 апреля 1848 года руководил изданием второй серии «Revue rétrospective, Archives secrètes du dernier gouvernement, recueil non périodique». Умер внезапно, был похоронен на Монмартрском кладбище. Над журналом работал до конца жизни.